# Seja o que Deus Quiser!
Seja o que Deus Quiser! é um filme brasileiro de 2002, do gênero drama, dirigido e roteirizado por Murilo Salles com a colaboração de João Emanuel Carneiro e Maurício Lissovsky.

## Sinopse
Após se envolver com uma VJ da MTV, um músico que vive na favela acaba sendo incriminado por ela, que o denuncia de ter armado um assalto o qual ele nada teve a ver. Decidido a limpar seu nome, ele parte rumo a São Paulo para encontrá-la, mas acaba se envolvendo com o mundo clubber da cidade.

## Elenco
- Rocco Pitanga .... MC PQD
- Caio Junqueira .... Nando
- Ludmila Rosa .... Cacá
- Débora Lamm .... Ruth
- Marília Pêra .... Dona Fernanda
- Marcelo Serrado .... Zé Henrique
- Bárbara Paz .... Amiga
- Nicete Bruno .... velha maluca
- Antônio Pompeo .... vendedor
- Elisa Lucinda .... mãe de PQD
- Nildo Parente .... delegado
- Márcio Vito .... taxista
- Frejat
- André Mattos
- Sabrina Greve .... Fatinha
- Jonathan Haagensen .... Cassú
- Sílvio Guindane .... pivete no morro
- Lúcio Andrey .... pivete no morro
- Tânia Ripardo .... Clô
- Paula Garcia .... Paulinha
- Daniel Granieri .... Dany
- Stela Prata .... Stela
- Guti Fraga .... Cordernador
- Fernando Fechio .... Marcelo
- Rômulo Marinho Jr.

## Premiações
Recebeu o prêmio de melhor filme de ficção do júri popular, no Festival do Rio BR 2002.